# Renton (Stany Zjednoczone)
Renton – miasto (city) w hrabstwie King, w zachodniej części stanu Waszyngton, w Stanach Zjednoczonych, położone nieopodal Seattle, na południowym brzegu jeziora Washington, nad ujściem rzeki Cedar. W 2014 roku miasto liczyło 98 404 mieszkańców.
Pierwsi europejscy osadnicy przybyli tutaj w połowie XIX wieku. Oficjalne założenie miasta, nazwanego na cześć przemysłowca Williama Rentona, nastąpiło w 1901 roku. Istotną rolę w rozwoju osady odegrały pobliskie złoża węgla, eksploatowane od lat 70. XIX wieku.
W mieście zlokalizowany jest zakład produkcyjny Boeinga.